# Nothofagus alessandrii
Nothofagus alessandrii Espinosa – gatunek rośliny z rodziny bukanowatych (Nothofagaceae). Występuje naturalnie w środkowej części Chile. Jest rzadko spotykany. 

## Morfologia
PokrójZrzucające liście drzewo dorastające do 30 m wysokości.
LiścieBlaszka liściowa ma owalny kształt. Mierzy 6–9 cm długości oraz 3–4 cm szerokości, jest ząbkowana na brzegu, ma nasadę zbiegającą po ogonku i ostry wierzchołek. Ogonek liściowy jest nagi i ma 10 mm długości.
OwoceOrzechy o brązowej barwie, osiągające 7 mm średnicy. Osadzone są po 3–7 w kupulach mierzących 10 mm długości. Kupule powstają ze zrośnięcia czterech liści przykwiatowych.

## Biologia i ekologia
Rośnie w lasach zrzucających liście. Występuje na wysokości do 500 m n.p.m.

## Ochrona
W Czerwonej księdze gatunków zagrożonych został zaliczony do kategorii EN – gatunków zagrożonych wyginięciem.